# پیر بلانشار
پیر بلانشار (فرانسوی: Pierre Blanchar‎؛ ۳۰ ژوئن ۱۸۹۲ – ۲۱ نوامبر ۱۹۶۳) هنرپیشه اهل کشور فرانسه بود. وی بین سال‌های ۱۹۲۲ تا ۱۹۶۱ میلادی در ۵۴ فیلم بازی کرد.
از فیلم‌هایی که وی در آن نقش داشته است می‌توان به نمره اخلاق صفر اشاره کرد.